# Liboriuskapel (Echternacherbrück)

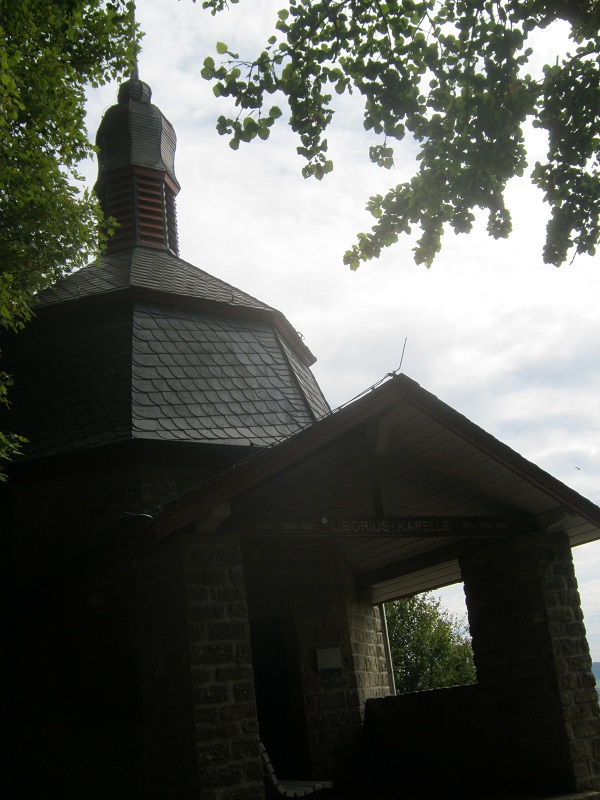

De Liboriuskapel (Duits: Liborius Kapelle) is een kapel gewijd aan de Liborius van Le Mans in de Duitse plaats Echternacherbrück. De kapel staat op het bebost Ferschweiler Plateau en kijkt uit over de Sauer en Echternach in Luxemburg.
Op de plaats van de huidige kapel werd in het midden van de 17e eeuw een kluizenaarswoning met kapel gebouwd vanuit de Abdij van Echternach. Deze werd verlaten op het einde van de 18e eeuw na het verbod van keizer Jozef II en verviel tot ruïne. In 1901 werd er op initiatief van de Eifelverein en de burgemeester van Echternacherbrück een nieuwe kapel met spitstoren gebouwd. Deze nieuwe kapel werd in december 1944 vernield bij het Von Rundstedtoffensief. In 1951 werd door de Eifelverein besloten tot de bouw van een nieuwe kapel die op 5 augustus 1953 werd ingewijd.